# 渋江正真
渋江 正真（しぶえまさざね、生没年不詳）は、江戸時代前期の軍学者。通称は清兵衛。

## 人物
越前国の出身であるという。
関ヶ原の戦い後、越前北庄67万石に封ぜられた結城秀康によって、慶長6年（1601年）9月から行われた北庄城（福井城）の改修では、正真が外郭（総曲輪）及び加賀口の馬出の縄張りを担当したとされる。なお、本城（本丸）の縄張りは吉田好寛（修理）が、外城（二の丸・三の丸）の縄張りは水無瀬兵庫が行ったという。一方で、本丸は徳川家康が手ずから縄張りし、本丸以外は吉田修理、清水丹後が縄張りしたとの異説もある。
慶長19年（1614年）から翌年にかけての大坂の陣では、結城秀康の次男・松平忠昌に属して従軍したとされる。
甲州流軍学を大成した小幡景憲に軍学を学び、後にその教えを軍学者・片山良庵に伝えたとも、あるいは、小幡景憲の高弟で北条流軍学の祖・北条氏長から氏長が著わした兵法書『兵法師鑑』を伝授され、後にこれを片山良庵に伝えたとも
言われる。
正真の軍学の門人で、正真と同じく越前出身の戸田三佐衛門実縄は、対馬藩第3代藩主である宗義真に仕えた。その子弟らにより、正真から戸田実縄に伝えられた軍学の系統は、長く対馬藩に残されたとされている。